# Mai 2005
Acest articol este generat integral pe baza informațiilor din articolul 2005 și este actualizat periodic de un robot.
 Editările făcute în articol vor fi șterse la următoarea actualizare! Dacă doriți să faceți modificări, editați articolul-sursă.

ianuarie -
februarie -
martie -
aprilie -
mai -
iunie -
iulie -
august -
septembrie -
octombrie -
noiembrie -
decembrie
Mai 2005 a fost a cincea lună a anului și a început într-o zi de duminică.

## Evenimente
- 5 mai: Uzbekistanul se retrage din GUAM.
- 19 mai: A fost lansat filmul Războiul stelelor - Episodul III - Răzbunarea Sith.
- 20 mai: La cea de-a 58-a ediție a Festivalului Internațional de Film de la Cannes, filmul lui Cristi Puiu, "Moartea domnului Lăzărescu" a obținut premiul "Un Certain Regard".
- 21 mai: La Kiev, Ucraina, România, reprezentată de Luminița Anghel și trupa Sistem, s-a clasat pe locul 3 la cea de-a 50-a ediție Eurovision. Câștigătoarea ediției a fost Grecia.
- 22 mai: Ziariștii români răpiți în Irak au fost eliberați.

## Nașteri
- 15 mai: Jolene Marie Rotinsulu, cântăreață și fotomodel indoneziană

## Decese
- 8 mai: Małgorzata Lorentowicz, 78 ani, actriță poloneză de teatru și film (n. 1927)
- 12 mai: Martin Lings, 96 ani,  scriitor și filosof britanic (n. 1909)
- 12 mai: Ladislau Simon, 53 ani, sportiv român (lupte), (n. 1951)
- 13 mai: George Dantzig, 90 ani, matematician american (n. 1914)
- 17 mai: Frank Gorshin (n. Franklin John Gorshin, jr.), 72 ani, actor american (n. 1933)
- 20 mai: Paul Ricoeur, 92 ani, filosof francez (n. 1913)
- 21 mai: Howard Morris, 85 ani, actor, comic și regizor de film american (n. 1919)
- 24 mai: Carl Amery, 83 ani, scriitor german (n. 1922)
- 26 mai: Eddie Albert (n. Edward Albert Heimberger), 99 ani, actor american (n. 1906)
- 26 mai: Gheorghe Șimonca, 69 ani, actor român (n. 1936)
- 27 mai: Liviu Tudan (n. Dumitru Tunsoiu), 57 ani, solist și chitarist român (Roșu și Negru), (n. 1947)
- 30 mai: Aurel Dragoș Munteanu, 63 ani, scriitor român (n. 1942)
- 30 mai: Arnold Pomerans, 85 ani, traducător britanic (n. 1920)